# Starflight
Starflight war das erste von zwei kommerziellen Weltraum-Flugsimulations-Computerspielen, die in den 1980er-Jahren von Electronic Arts veröffentlicht wurden. Es folgte die Fortsetzung Starflight 2 – Trade Routes of the Cloud Nebula, welche auf Elementen des Vorgängers aufsetzte. Ein dritter Teil, Starflight 3, wird von Freiwilligen entwickelt. Dies mit Unterstützung einiger Entwickler der ursprünglichen Spiele und mit Erlaubnis den Namen Starflight zu verwenden. Ein weiterer Teil, Starflight - The Lost Colony, ist ebenfalls in der Entwicklung durch Freiwillige. Greg Johnson, einer der Programmierer von Starflight und Starflight 2, begann im Jahr 2018 selber auch einen Nachfolger zu entwickeln. Dazu startete er zusammen mit seiner Firma HumaNature Studios eine "Starflight 3 Universe" Crowdfunding-Kampagne auf Fig. Diese endete am 28. September 2018 jedoch ohne die gewünschte Mindestsumme zu erreichen. Seitdem ruht das Projekt.

## Starflight
Starflight ist ein Computerspiel, das von Binary Systems entwickelt und 1986 veröffentlicht wurde. Der Spieler wird als Captain eines modernen Raumschiffs eingesetzt, um die sterbende Heimatwelt zu retten.

### Handlung
Die Handlung des Spiels beginnt auf dem Planeten Arth, dessen Bewohner aus verschiedenen Rassen bestehen, aber friedlich zusammenleben. Die Gesellschaft hatte sich, nachdem ein Bombeneinschlag sie zum Verlassen der Untergrundbehausungen zwang, inzwischen wieder den Raumflug entwickelt. Ausgrabungen brachten die Überreste der NOAH-2-Kolonie hervor, welche die initiale Kolonisierung von Arth durchführte. Der superphotonische Antrieb und der Treibstoff Endurium werden hierbei ebenfalls entdeckt und führen zum Bau und der Aussendung von interstellaren Raumschiffen.
Diese Raumschiffe, von denen eines unter dem Kommando des Spielers steht, werden ausgesandt um neue Völker, neue Technologien und andere kolonisierbare Planeten zu finden. Während dieser Reisen, welche den Spieler durch unzählige Sonnensysteme führt, wird entdeckt, dass die Sonne, um die Arth kreist, bald zur Nova wird und Arth zerstört. Der Spieler entdeckt im Zuge der Geschichte, dass nicht nur die eigene Sonne zur Nova wird, sondern viele andere auch. Dies führt zur Entdeckung des Crystal Planet als Auslöser dieser Novae. Aufgabe des Spielers ist es nun den Crystal Planet zu zerstören, bevor sein eigenes System stirbt.

### Spielprinzip
Die Steuerung des Spieles ist sowohl per Maus, als auch per Tastatur möglich (Amiga). Am Sega Mega Drive ist die Steuerung nur über das Gamepad, am C64 via Joystick möglich. Generell kann der Spieler das Raumschiff nicht ganz frei bewegen, sondern nur zwischen acht Richtungen zur Navigation in der zweidimensionalen Galaxie oder auf dem Planeten wählen. Für längere Flüge oder Bewegungen kann die Cruise Control aktiviert werden, was länger anhaltende Tastendrücke vermeidet.
Das Raumschiff lässt sich im interplanetaren oder interstellaren Raum von jeder der verfügbaren Stationen direkt steuern. Jedoch erfolgen einige Aktionen getrennt nach den einzelnen Aufgabenbereichen auf dem Schiff. So kann nur über die Station des Navigators die Umlaufbahn eines Planeten verlassen, jedoch eine Landung nur durch den Captain initiiert werden.
Binary Systems kreierte Starflight so, dass der initiale Handlungsstrang zunächst sehr ein-dimensional erschien. Das Endergebnis jedoch ist eine Weltraum-Oper von epischen Ausmaßen mit überraschenden Wendungen und Mysterien. Das in Maßen Rollenspiel-ähnliche Spiel bestand zu großen Teilen aus Bergbau und Diplomatie. Ein subtiler Humor war ebenfalls enthalten, der sich in Begegnungen mit dem Raumschiff Enterprise, Chat-Nachrichten zweier Schmuggler oder einer Rasse äußerte, deren binäre Nachrichten die Telefonnummer des Entwicklers preisgaben.

### Entwicklung
Die Entwicklung von Starflight benötigte nach eigenen Angaben insgesamt 15 Mannjahre. Das Spiel benutzte ein revolutionäres System in Forth für die Erzeugung von Sonnensystemen und deren Planeten, das es ermöglichte, hunderte von erforschbaren Planeten in der Galaxie zu haben und dies auf zwei Disketten mit 360 kB (PC) zu speichern.
Electronic Arts veröffentlichte das Spiel zunächst für DOS und Tandy. Die Amiga-Version folgte 1989, die Atari-ST-Version 1990 und letztendlich eine überarbeitete Fassung für das Mega Drive im Jahr 1991. Versionen für Apple Macintosh und Commodore 64 wurden ebenfalls veröffentlicht.

### Rezeption
Heinrich Lenhardt zählte das Spiel in seinem Test für Happy Computer spielerisch „zum besten, was derzeit für den Personal Computer erhältlich ist“ und bezeichnete das Spielprinzip als faszinierend. Er vergab eine Wertung von 89 %.
Bernd Zimmermann von der Zeitschrift Aktueller Software Markt bezeichnete das Spiel als Beleg für die Spieletauglichkeit des IBM-PCs. Er lobte die Grafik als außergewöhnlich gut und das Spielprinzip als durchdacht und ausgefeilt.
Im US-amerikanischen Magazin Computer Gaming World hob Tester Mark Bausman zudem die Künstliche Intelligenz hervor, durch die Begegnungen mit Alienrassen je nach Verhaltensweise unterschiedlich ausfallen. Er bezeichnete Starflight als das beste derzeit für Computer erhältliche Science-Fiction-Spiel.
Das US-amerikanische Rollenspielmagazin Dragon bewertete das Spiel in seiner Ausgabe #116 vom Dezember 1986. Die Tester Hartley und Patricia Lesser bezeichneten sowohl die Spielweise als auch die Präsentation des Spiels als beeindruckend.
In der PowerPlay, Sonderheft 4 bekam die Mega-Drive-Version eine Wertung von 84 %.
Starflight, wie auch sein Nachfolger, beeinflusste die Entwicklung von Star Control 2. So half Paul Reiche, der Entwickler von Star Control, bei der Entwicklung von Starflight. Starflight-Entwickler Greg Johnson wiederum erstellte diverse Dialoge und Schiffsdesigns für Star Control 2. Zudem hatte das Spiel maßgeblichen Einfluss auf die Entwicklung des Rollenspiels Mass Effect von BioWare.

## Starflight 2 – Trade Routes of the Cloud Nebula
Starflight 2 – Trade Routes of the Cloud Nebula erschien 1989 bei Electronic Arts für MS-DOS. 1991 folgten die Versionen für Amiga und Apple Macintosh.

### Handlung
Nachdem der Fortbestand der Menschheit im ersten Teil gesichert wurde, wird durch eine Raumströmung ein weiterer Teil der Galaxis zugänglich. Ein Außenposten von Interstel wird in diesem neuen Gebiet errichtet. In der Zwischenzeit haben jedoch die schon aus Teil 1 bekannten Spemin Technologien erhalten, welche es ihnen ermöglichen, andere Rassen zu unterwerfen. Ein an Interstel gestelltes Ultimatum steht kurz vor dem Auslaufen und der Spieler, als Captain eines Interstel-Raumschiffes, wird ausgesandt, um Treibstoff und eine den Spemin ebenbürtige Technologie zu finden. Aufgrund der Ereignisse rund um den Crystal Planet im ersten Teil wird der neue Treibstoff Shyneum eingesetzt, der auch der mit Shyneum-Pennies neuen Währung den Namen gab.

### Spielprinzip
Im Vergleich zum Vorgänger wurden zahlreiche Neuerungen in das Spiel eingebaut. So kann das Raumschiff nicht nur mit Fracht-Modulen aufgerüstet werden, sondern auch mit zwei anderen Arten:
- der Jump-Pod ermöglicht einen Sprung zu einem beliebigen Ziel innerhalb des kartographierten Gebietes.
- der Blasto-Pod stellt einen Torpedo dar, der, wenn im Kampf abgefeuert, dem Gegner beträchtlichen Schaden zufügt.

Andere Artefakte können auf bewohnten Planeten gekauft werden, welche dem Schiff weitere Funktionen zugänglich machen. Hierzu gehören der Encounter-Scan, der andere Schiffe in der Umgebung aufzeigt, der Flux-Scan, welcher Raumströmungen ausfindig macht, oder auch ein Teleporter für das zur Erkundung des Planeten eingesetzte Terrain-Vehikel.
Solche Artefakte oder andere Handelswaren muss der Spieler anderen intelligenten Lebewesen in Handelsstationen abkaufen. Dabei sind sowohl Kauf als auch Verkauf nicht an feste Preise gebunden. Der Spieler kann handeln, regelrecht Feilschen, indem er einen neuen Preis vorschlägt. Da manche Güter begehrter sind als andere, kann sich der Spieler einen Vorteil verschaffen, wenn er eine solche Nachfrage befriedigt. Erst dies ermöglicht es ihm dann wertvolle Güter, meist Artefakte, zu kaufen, was ihm vorher verwehrt wurde.
Neben solchen Neuerungen findet sich jedoch auch vieles Bekannte, darunter auch die Chat-Nachrichten der Schmuggler 'Xenon' und 'Borno', welche schon im ersten Teil auftraten.

### Rezeption
In der Ausgabe 12 / 1991 des Spielemagazins Amiga Joker lobte Tester Joachim Nettelbeck zwar die Atmosphäre und die dichte Handlung des Spiels, monierte gleichzeitig aber auch eine unzeitgemäße Optik, scheppernde Soundausgabe und geringe Neuerungen im Vergleich zum Vorgänger. Die Redaktionswertung betrug daher nur 69 %.
Das US-amerikanische Rollenspielmagazin Dragon bewertete das Spiel in seiner Ausgabe #165 vom Januar 1991. Die Tester Hartley, Patricia und Kirk Lesser vergaben 3 von 5 Sternen.